# Аламедиля
Аламедиля (на испански: Alamedilla) е населено място и община в Испания. Намира се в провинция Гранада, в състава на автономната област Андалусия. Общината влиза в състава на района (комарка) Лос Монтес. Заема площ от 90 km². Населението му е 699 души (по данни от 2010 г.). Разстоянието до административния център на провинцията е 76 km.

## Демография
| 1930 | 1940 | 1950 | 1960 | 1970 | 1981 | 1991 | 2001 | 2005 | 2006 |
| ---- | ---- | ---- | ---- | ---- | ---- | ---- | ---- | ---- | ---- |
| 1824 | 2634 | 3019 | 2631 | 1800 | 1329 | 1045 | 888  | 811  |      |